# Heo Yi-jae
Heo Yi-jae (허이재?, 	許怡才?, Heo I-jaeLR, Hŏ IjaeMR; Seul, 19 febbraio 1987) è un'attrice sudcoreana.

## Biografia
Ha esordito nel 2000 nel lungometraggio Da capo, facendosi notare inizialmente per la sua somiglianza fisica con la collega Kim Tae-hee. È diventata popolare nel 2006 grazie al ruolo della protagonista in Gung S, sequel della fortunata serie Gung che non ne ha replicato il successo, ma che le ha permesso di aggiudicarsi il premio come migliore attrice emergente ai Première Rising Star Award e agli André Kim Best Star Award. Nel 2011 si è sposata con un imprenditore e ha interrotto la propria carriera attoriale, riprendendola quattro anni dopo, quando hanno divorziato. Si è ritirata improvvisamente dalle scene nel 2016, spiegando in un'intervista successiva di averlo fatto perché un attore con cui aveva lavorato le ha chiesto dei favori sessuali.

## Filmografia

### Cinema
- Da capo (다카포?) (2000)
- A Dirty Carnival (비열한 거리?), regia di Yoo Ha (2006)
- Haebaragi (해바라기?), regia di Kang Suk-bum (2006)
- Haneur-eul geonneun sonyeon (하늘을 걷는 소년?), regia di No Jin-su (2008)
- 19-Nineteen, regia di Jang Yong-woo (2009)
- Girlfriends (걸프렌즈?), regia di Kang Suk-bum (2009)
- U-ju-ui Christmas (우주의 크리스마스?), regia di Kim Kyung-hyung (2016)

### Televisione
- Ban-ollim (반올림?) – serie TV (2004)
- Dallaene jip (달래네 집?) – serie TV (2004)
- Nonstop (논스톱?) – serie TV (2004-2005)
- Rainbow Romance (레인보우 로망스?) – serial TV (2006)
- Gung S (궁S?) – serie TV (2007)
- Single papa-neun yeor-aejung (싱글파파는 열애중?) – serie TV (2008)
- Dangsin-eun seonmul (당신은 선물?) – serial TV (2016)